# Krążowniki torpedowe typu Wattignies
Krążowniki torpedowe typu Wattignies – francuskie krążowniki torpedowe z lat 90. XIX wieku. W latach 1891–1894 w stoczniach Arsenal de Rochefort w Rochefort i Arsenal de Cherbourg w Cherbourgu zbudowano dwa okręty tego typu. Jednostki weszły w skład Marine nationale w latach 1892–1898, a z listy floty skreślono je w latach 1908–1910 i następnie złomowano.

## Projekt i budowa
Krążowniki torpedowe typu Wattignies stanowiły rozwinięcie wcześniejszych okrętów typu Condor . Kadłuby jednostek wykonano ze stali.
Prototypowa jednostka („Wattignies”) powstała w stoczni Arsenal de Rochefort, a druga („Fleurus”) w stoczni Arsenal de Cherbourg . Stępki okrętów położono w latach 1889–1891, a zwodowane zostały w latach 1891–1893 . Koszt budowy jednego okrętu wyniósł w przeliczeniu od 111 000 do 116 300 £.
| Okręt        | Stocznia             | Początek budowy  | Wodowanie       | Wejście do służby | Los                      |
| ------------ | -------------------- | ---------------- | --------------- | ----------------- | ------------------------ |
| „Wattignies” | Arsenal de Rochefort | październik 1889 | 9 kwietnia 1891 | maj 1892          | wycofany 1908, złomowany |
| „Fleurus”    | Arsenal de Cherbourg | marzec 1891      | 18 marca 1893   | październik 1898  | wycofany 1910, złomowany |

## Dane taktyczno–techniczne
Okręty były niewielkimi krążownikami torpedowymi . Długość między pionami wynosiła 68 metrów, szerokość całkowita 8,92 metra, a maksymalne zanurzenie 4,8 metra . Wyporność normalna wynosiła 1280 ton . Okręty napędzane były przez dwie pionowe maszyny parowe potrójnego rozprężania o łącznej mocy 4000 KM, do których parę dostarczały cztery lub osiem kotłów . Maksymalna prędkość napędzanych dwiema śrubami jednostek wynosiła 18–18,5 węzła . Okręty zabierały maksymalnie 160 ton węgla, co zapewniało zasięg wynoszący 2800 Mm przy prędkości 10 węzłów .
Główne uzbrojenie artyleryjskie jednostek składało się z pięciu pojedynczych dział kalibru 100 mm M1881 L/26 . Oprócz tego na okrętach zainstalowano sześć pojedynczych dział Hotchkiss M1885 L/40 kal. 47 mm i cztery pojedyncze działka kal. 37 mm M1885 L/20 . Okręty wyposażone były w cztery nadwodne wyrzutnie torped kal. 350 mm .
Wypukły stalowy pokład pancerny miał grubość 40 mm, a nad maszynownią znajdował się koferdam i pokład przeciwodłamkowy .
Załoga pojedynczego okrętu liczyła od 162 do 173 oficerów, podoficerów i marynarzy .

## Służba
„Wattignies” został przyjęty do służby w Marine nationale w maju 1892 roku, a bliźniaczy „Fleurus” ze względu na problemy z kotłami został wcielony w skład floty dopiero w październiku 1898 roku . W końcu lat 90. XIX wieku z pokładu okrętów usunięto wszystkie wyrzutnie torped . Obie jednostki zostały wycofane ze służby w latach 1908–1910, a następnie złomowane.